# 활색생향
《활색생향》(活色生香)은 2015년 방송되었던 중국의 드라마이다.

## 소개
- 두 가족의 사랑과 증오, 복수에 관한 이야기

## 등장 인물
- 탕옌 - 안약환 역
- 리이펑 - 영치원 역
- 천웨이팅 - 안일진 역
- 수창 - 소아혜자 역
- 장즈야오 - 영호천 역
- 황명 (黃明) - 문세헌 역
- 이계예 (Sierra Li) - 영패산 역
- 노성우 (卢星宇) - 안추성 역
- 이요경 (Marco Li) - 소아태랑 역
- 탕이신 - 향설음 역